# Municipio de San Benito
Municipio de San Benito är en kommun i Guatemala.   Den ligger i departementet Petén, i den norra delen av landet, 260 km norr om huvudstaden Guatemala City. Antalet invånare är 23 752. Municipio de San Benito ligger vid sjön Lake Petén Itzá.
Följande samhällen finns i Municipio de San Benito:
- San Benito